# Berliner Zeitung
Ne doit pas être confondu avec B.Z..

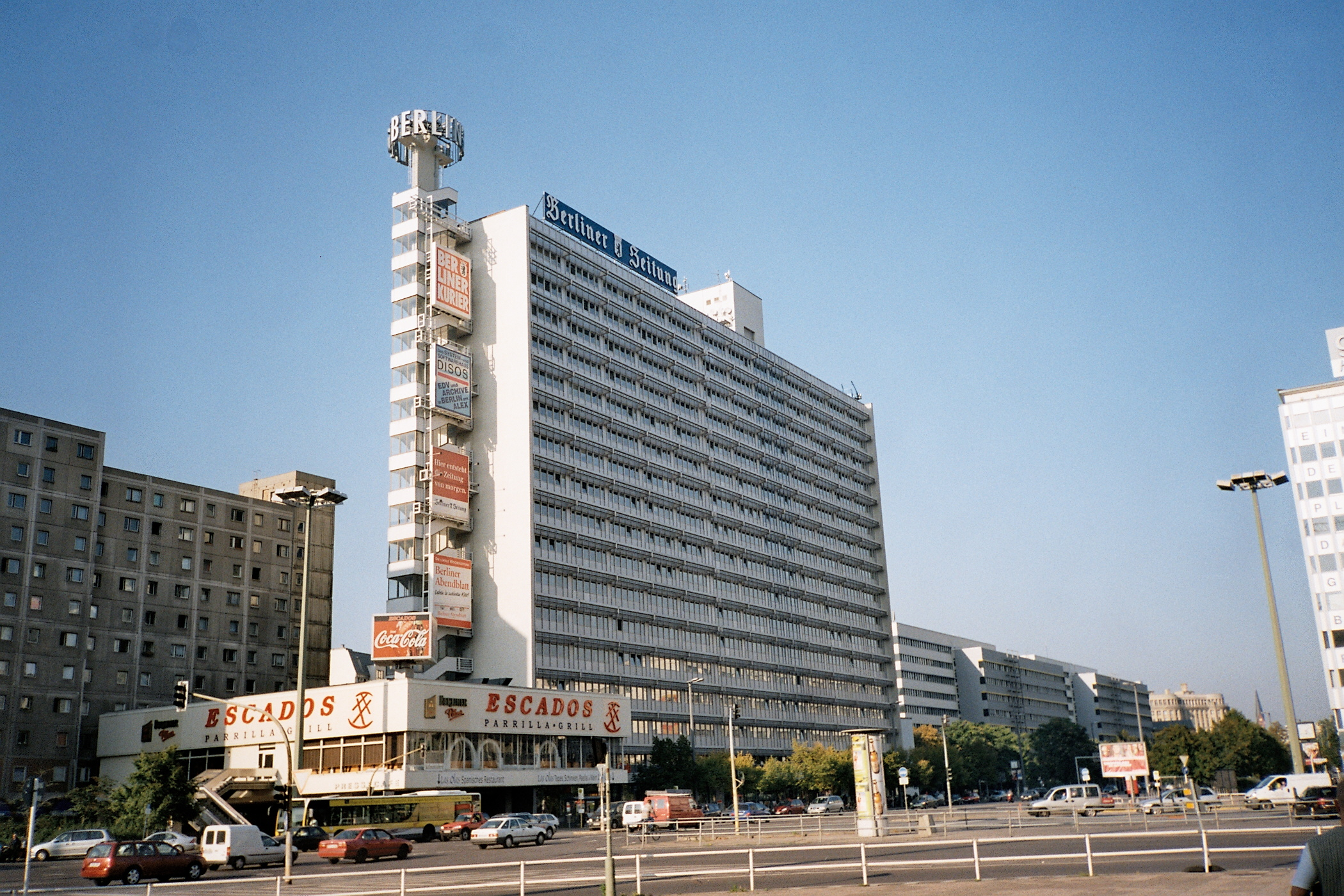
Le siège du journal à l'Alexanderplatz de Berlin

Le Berliner Zeitung (littéralement « Journal berlinois »), fondé à Berlin-Est, est un quotidien régional berlinois, en concurrence avec le Berliner Morgenpost et le Tagesspiegel. En 2024, il est le journal le plus lu de Berlin.
Il appartient au couple d'entrepreneur formé par Holger et Silke Friedrich.

## Historique
Créé le 21 mai 1945 du côté Est de Berlin, le Berliner Zeitung est subordonné au SED, parti dominant de la RDA. Avec un tirage de 345 000 exemplaires quotidiens, le journal de la capitale est-allemande n'est pas l'organe central du SED mais est régi par le monopole de la presse instauré dans le pays. Sa rédaction est cependant composée, au moins initialement, de journalistes venant de l'Est et de l'Ouest.
En 1990, après la chute du mur de Berlin, le quotidien est racheté par Gruner + Jahr et le Britannique Robert Maxwell. Deux ans plus tard, Gruner + Jahr devient seul propriétaire du journal qu'il relance à grand frais par une nouvelle formule et une nouvelle maquette en 1997. Le journal continue toutefois à faire face à d'importantes difficultés, avec une baisse du lectorat et des bénéfices.
À la suite des difficultés financières du groupe Bertelsmann, une tentative de rachat par le Georg von Holtzbrinck Publishing Group a lieu. Celle-ci est cependant interdite en raison de la position dominante de l'acheteur sur le marché berlinois, Holtzbrinck étant déjà le propriétaire du quotidien berlinois Der Tagesspiegel.
Le Berliner Zeitung se définit comme un journal « de l'Est et de l'Ouest » et se déclare « jeune, moderne et dynamique » avec des ambitions sur l'ensemble du territoire allemand. En 2003, le journal atteint un tirage de 207 800 exemplaires et un lectorat de 468 000 personnes.
En 2019, le journal est racheté par Holger Friedrich et sa femme Silke, deux investisseurs « nouveaux venus dans l’univers de la presse » et ne lisant pas eux-mêmes le Berliner Zeitung. Après le rachat, le nombre de lecteurs, en diminution, est estimé à 310 000, ce qui confirme son statut de journal le plus lu de Berlin,. Les habitudes de lecture d'avant 1989 perdurent cependant en partie, le Berliner Zeitung étant toujours plus lu à l'est de Berlin qu'à l'ouest. Cependant, la consultation par Internet augmente fortement.

## Ligne éditoriale
Le Berliner Zeitung est un journal de centre gauche[réf. nécessaire]. Après le rachat par Holger Friedrich, celui-ci est accusé d'« utiliser son journal pour donner une tribune aux sceptiques du vaccin Covid et aux partisans de la Russie après l’invasion à grande échelle de l’Ukraine par Vladimir Poutine ». À titre personnel, Holger Friedrich conseille « d'éviter tout contact avec la plupart des journalistes », ses propos font polémique et suscitent l'incompréhension,. 

## Plumes célèbres ayant signé auBerliner Zeitung
- Götz Aly

## Galerie

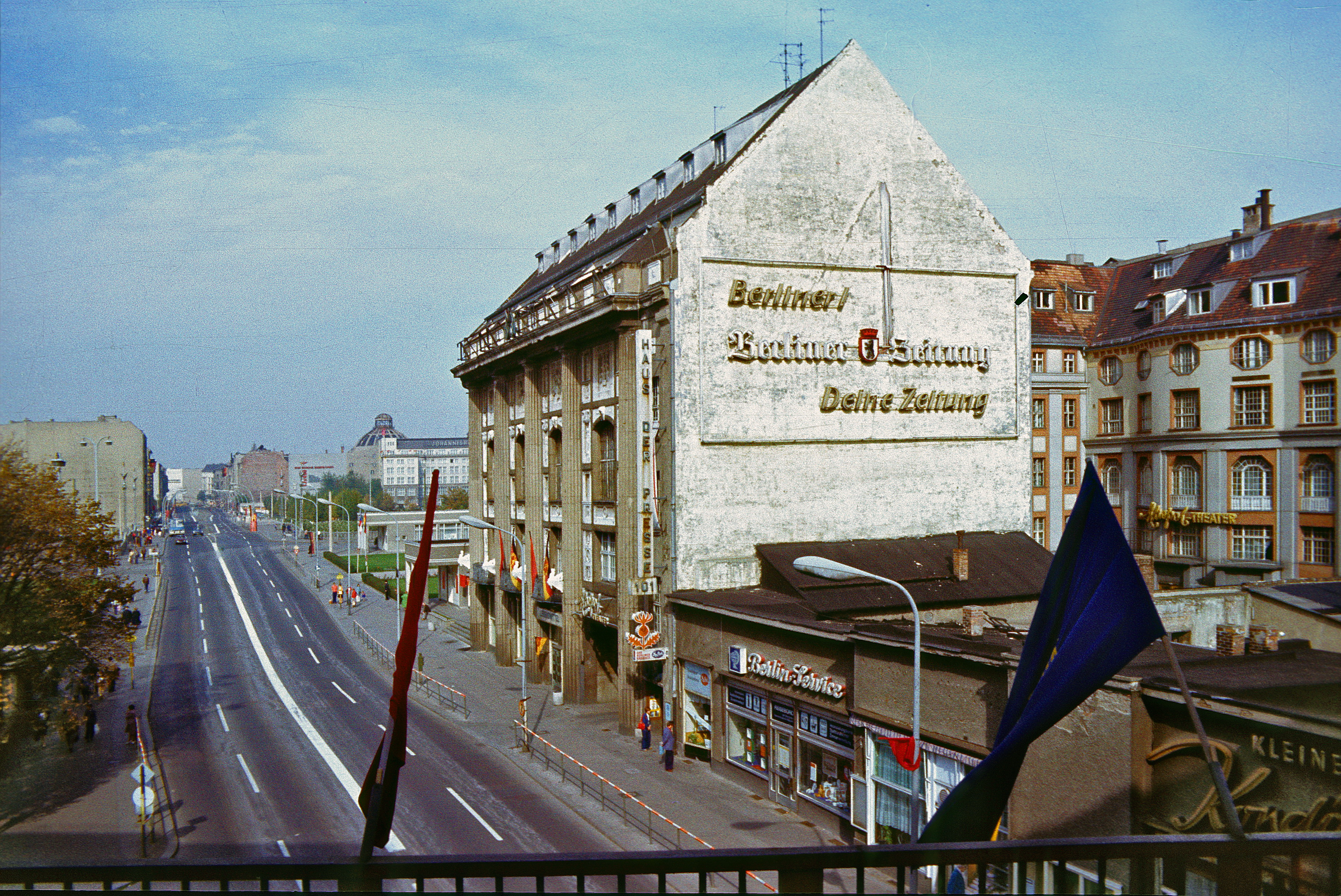
Publicité pour le Berliner Zeitung en 1982 sur l'Admiralspalast, au-dessus du Distel